# Teyl walkeri
Teyl walkeri là một loài nhện trong họ Nemesiidae.
Teyl walkeri được miêu tả năm 2004 bởi Main.